# Caccobius boucomonti
Caccobius boucomonti är en skalbaggsart som beskrevs av Vladimir Balthasar 1935. Caccobius boucomonti ingår i släktet Caccobius och familjen bladhorningar. Inga underarter finns listade.